# Emil Audero
Emil Audero Mulyadi (Mataram, 18 de janeiro de 1997) é um futebolista ítalo-indonésio que atua como goleiro. Atualmente joga no Cremonese, emprestado pelo Como.

## Carreira
Audero começou sua carreira nas equipas de base do Juventus e no dia 1 de julho de 2015, foi contratado para jogar pela equipa principal e seu contrato possui valor de 200 mil euros.

### Venezia
No dia  8 de julho de 2017, Audero foi emprestado para o Venezia.

### Sampdoria
No dia 17 de Julho de 2018, Audero foi emprestado para a Sampdoria até dia 30 de junho de 2019 com opção de compra. Em 26 de fevereiro de 2019, a Sampdoria comprou o goleiro em definitivo da Juventus pelo valor de 20 milhões de euros.

### Internazionale
Em 10 de agosto de 2023, foi emprestado para a Internazionale.

### Como
No dia 30 de julho de 2024, o Como anunciou Audero como reforço, com contrato válido por quatro temporadas.

### Palermo
No dia 3 de fevereiro de 2025, foi emprestado ao Palermo.

## Títulos

### Juventus
- Campeonato Italiano de Futebol:

Campeão: 2015–16, 2016–17
- Coppa Italia:

Campeão: 2015–16, 2016–17
- Supercopa da Itália:

Campeão: 2015

### Internazionale
- Supercopa da Itália:

Campeão: 2023
- Campeonato Italiano de Futebol:

Campeão: 2023–24